# A Sense of Purpose
A Sense of Purpose — дев’ятий студійний альбом шведського метал-гурту In Flames, вперше випущений у Японії 26 березня 2008 року. Він був випущений 1 квітня та 4 квітня 2008 року в Північній Америці та Європі відповідно. A Sense of Purpose — останній альбом In Flames з гітаристом Джеспером Стрьомбладом, на даний момент останнім оригінальним учасником, який залишив гурт у лютому 2010 року. Альбом дебютував під номером 1 в офіційному шведському чарті альбомів. 21 травня 2009 року пісня «Disconnected» стала доступною для завантаження для відеогри Guitar Hero World Tour.

## Список пісень
Автор музики і слів Андерс Фріден, Бйорн Гелотте і Єспер Стрьомблад. 
| #   | Назва                  | Тривалість |
| --- | ---------------------- | ---------- |
| 1.  | «The Mirror's Truth»   | 3:02       |
| 2.  | «Disconnected»         | 3:37       |
| 3.  | «Sleepless Again»      | 4:12       |
| 4.  | «Alias»                | 4:53       |
| 5.  | «I'm the Highway»      | 3:46       |
| 6.  | «Delight and Angers»   | 3:41       |
| 7.  | «Move Through Me»      | 3:08       |
| 8.  | «The Chosen Pessimist» | 8:16       |
| 9.  | «Sober and Irrelevant» | 3:24       |
| 10. | «Condemned»            | 3:36       |
| 11. | «Drenched in Fear»     | 3:32       |
| 12. | «March to the Shore»   | 3:30       |

### Бонус-треки японського і тур-видання
| #   | Назва        | Тривалість |
| --- | ------------ | ---------- |
| 13. | «Eraser»     | 3:22       |
| 14. | «Tilt»       | 3:49       |
| 15. | «Abnegation» | 3:43       |

## Список учасників

### Члени гурту
- Андерс Фріден — вокал
- Єспер Стрьомблад — гітара
- Бйорн Гелотте — гітара
- Петер Іверс — бас-гітара
- Даніель Свенссон — ударні

### Випуск
- Записано на IF Studios, Гетеборг, Швеція
- Продюсовано In Flames, Roberto Laghi і Даніелем Бергстрандом
- Мікшинг —  Toby Wright
- Assisted by James Musshorn at Skip Saylor Recording, Los Angeles, California
- Mastered by Stephen Marcussen at Marcussen Mastering Studios, Hollywood, California
- Запис барабанів — Roberto Laghi
- Запис вокалу — Daniel Bergstrand and Anders Fridén
- Запис басу — Roberto Laghi
- Запис гітар — Roberto Laghi, Björn Gelotte and Jesper Strömblad
- Додаткове редагування ударних — Arnold Linberg
- Клавішні програмування — Örjan Örnkloo at Wasteland Studios
- Написано Anders Fridén, Björn Gelotte, Jesper Strömblad
- Аранжування —  In Flames
- Всі пісні публіковані Kobalt Music
- Ілюстрації, артдирекшн і дизайн — Alex Pardee з ZeroFriends

## Чарти
| Рік  | Чарт              | Позиція |
| ---- | ----------------- | ------- |
| 2008 | The Billboard 200 | 28      |
| 2008 | UK Top 75         | 54      |
| 2008 | Швеція            | 1       |
| 2008 | Фінляндія         | 3       |
| 2008 | Канада            | 7       |
| 2008 | Японія            | 14      |
| 2008 | Німеччина         | 6       |